# Moenai Hai
Moenai Hai (яп. 燃えない灰) — студийный альбом The Gerogerigegege, впервые изданный 20 апреля 2016 года лейблом Eskimo Records.

## Музыка
Out of Saiga состоит из лёгкого, грохочущего склада и конкретных звуков, ассоциирующихся с неясной городской обстановкой. Также можно услышать металлические скрипы и потрескивания, напоминающие игровое оборудование.
The Gerogerigegege: шугейз-рифф создаёт контраст с открывающей (первой) композицией, из-за которого кажется, что данные две композиции — единое целое. Можно услышать нойзовые гитарные импровизации Дзюнтаро Яманоти. Композиция заканчивается длительным тремоло.
Tokyo: Sea of Loser / Donors for USA представляет из себя минималистическое, монотонное фортепианное произведение. Композиция выдержана в стиле дарк-эмбиент.
Final Tuning имеет схожести с одноимённой композицией коллектива.

## Отзывы критиков
На Sputnikmusic данному релизу присудили две оценки выше среднего. Критики отметили, что данный релиз отличается от предыдущих альбомов группы (раздвигает музыкальные рамки коллектива). Также критики акцентировали внимание на меланхоличном звучании данного релиза: «это — звуки сломленного человека, который разрушается».

## Список композиций
| №                   | Название                                               | Длительность |
| ------------------- | ------------------------------------------------------ | ------------ |
| 1.                  | «Out Of Saiga» (西河の果て)                            | 7:57         |
| 2.                  | «The Gerogerigegege» (ゲロゲリゲゲゲ)                  | 15:20        |
| 3.                  | «Tokyo〜Sea Of Losers/Donors For USA» (敗残兵士達の海) | 22:06        |
| 4.                  | «Final Tuning» (最期の調律)                            | 8:05         |
| Общая длительность: | Общая длительность:                                    | 53:34        |

## Участники записи
- Дзюнтаро Яманоти — композитор, продюсер, звукозапись (кроме 2-го трека), дизайн обложки, фотография (задняя сторона обложки)

Сессионные музыканты
- Dr. Euro — ударные (2-й трек)

Дополнительный персонал
- Соитиро Накамура — мастеринг
- Тосихиса Хирано — звукозапись (2-й трек)
- Лили Вайс — арт-директор, дизайн, типография, ксерография
- Синитиро Кувасима — обложка
- Ута Нисида — иллюстрация (рукописный логотип)